# Mladen Devetak
Mladen Devetak, né le 12 mars 1999 à Novi Sad en Serbie, est un footballeur serbe qui évolue au poste d'arrière gauche à Istra 1961, en prêt du Palerme FC.

## Biographie

### En club
Natif de Novi Sad en Serbie, Mladen Devetak est formé par le club de sa ville natale, le Vojvodina Novi Sad. C'est avec ce club qu'il fait ses débuts en professionnel, le 21 mai 2017. Ce jour-là, il entre en jeu en fin de partie lors d'une rencontre de championnat remportée par son équipe sur le score de un but à zéro contre le FK Javor Ivanjica.  Le 28 juin 2017 il signe son premier contrat professionnel.
En 2018, il est prêté au ČSK Pivara, en deuxième division serbe, puis au FK Kabel (en).
Mladen Devetak retourne dans son club formateur pour la deuxième partie de la saison saison 2018-2019, où il est définitivement intégré à l'équipe première. Il joue un total de 14 matchs en championnat durant cette période. Il commence la saison 2019-2020 dans la peau d'un titulaire et inscrit son premier but pour le Vojvodina le 13 septembre 2019, lors d'un déplacement en championnat sur la pelouse du FK Radnički Niš. Alors que les deux équipes se neutralisaient, il inscrit son but à la 77e minute de jeu, permettant aux siens de remporter la partie (1-2).
Début septembre 2020 il prolonge son contrat jusqu'en 2023.
Le 3 août 2022, Mladen Devetak rejoint l'Italie, afin de s'engager en faveur du Palerme FC.
Le 4 janvier 2023, Devetak est prêté par Palerme à l'US Viterbese jusqu'à la fin de la saison.
Le 13 juillet 2023, Mladen Devetak rejoint le NK Istra 1961 sous la forme d'un prêt d'une saison avec option d'achat.

### En sélection
Avec les moins de 17 ans, Devetak participe au championnat d'Europe des moins de 17 ans en 2016. Lors de cette compétition organisée en Azerbaïdjan, il joue deux matchs. Avec un bilan d'un nul et deux défaites, la Serbie ne parvient pas à dépasser le premier tour du tournoi.
Le 6 septembre 2019, Mladen Devetak joue son premier match avec l'équipe de Serbie espoirs face à la Russie. Il est titulaire et joue l'intégralité de ce match perdu par les Serbes sur le score de un but à zéro.

## Palmarès
- Vojvodina Novi Sad
  - Vainqueur de la coupe de Serbie en 2020.